# Министерство на здравеопазването и социалната политика на САЩ
Министерството на здравеопазването и социалната политика на САЩ (на английски: United States Department of Health and Human Services, HHS) е министерство в САЩ.
Седалището му е в столицата Вашингтон. Основано е на 11 април 1953 г. В него работят 67 000 служители (2004 г.) Годишният му бюджет е 78,4 милиарда американски долара към 2010 г.